# Починок Макар Іванович
Макар Іванович Починок (1921, село Вільхівці Подільської губернії, тепер Чемеровецького району Хмельницької області — 4 серпня 1982, місто Хмельницький) — український радянський і партійний діяч, голова Хмельницького облвиконкому. Герой Соціалістичної Праці (31.12.1965). Депутат Верховної Ради УРСР 9—10-го скликань. Член ЦК КПУ в 1966—1982 р.

## Біографія
Народився в селянській родині. У 1937 році закінчив Ленінградську кораблебудівну спеціальну школу фабрично-заводського навчання.
У 1937—1938 роках — судноскладальник Ленінградського судноскладального заводу. У 1938—1940 роках — інструктор школи фабрично–заводського навчання із судноскладання в місті Ленінграді РРФСР.
У 1940—1944 роках — у Червоній армії. Учасник німецько-радянської війни. Служив у морській піхоті, командиром батареї 532-го мінометного полку 42-ї мінометної бригади 18-ї артилерійської дивізії. Був важко поранений у 1944 році, демобілізувався з армії.
Член ВКП(б) з 1943 року.
У 1944—1945 роках — начальник постачання і збуту, директор Кам'янець-Подільського пивзаводу Кам'янець-Подільської області.
З 1945 року — заступник завідувача промислово-транспортного відділу, завідувач відділу міського господарства і будівництва, завідувач промислово-транспортного відділу Кам'янець-Подільського міського комітету Компартії України. У 1952 році закінчив Одеську партійну школу.
У 1952—1956 роках — секретар Славутського районного комітету КПУ Кам'янець-Подільської (Хмельницької) області, секретар Славутського районного комітету КПУ Хмельницької області по зоні машинно-тракторної станції (МТС).
Освіта вища. Закінчив Кам'янець-Подільський державний педагогічний інститут.
У 1956—1961 роках — 1-й секретар Грицівського районного комітету КПУ Хмельницької області.
У липні 1961—1962 роках — 1-й секретар Волочиського районного комітету КПУ Хмельницької області. У 1962—1965 роках — секретар партійного комітету Волочиського територіального виробничого колгоспно-радгоспного управління Хмельницької області.
У 1965—1972 роках — 1-й секретар Волочиського районного комітету КПУ Хмельницької області.
У 1972—1974 роках — 2-й секретар Хмельницького обласного комітету Компартії України.
У 1974 — 4 серпня 1982 року — голова виконавчого комітету Хмельницької обласної Ради депутатів трудящих.

## Звання
- лейтенант

## Нагороди
- Герой Соціалістичної Праці (31.12.1965)
- орден Леніна (31.12.1965)
- орден Жовтневої Революції
- два ордени Трудового Червоного Прапора
- орден Червоної Зірки (1944)
- медалі